# Tetsuya Takada
Tetsuya Takada (jap. 高田 哲也, Takada Tetsuya; * 31. Juli 1969 in der Präfektur Hiroshima) ist ein ehemaliger japanischer Fußballspieler.

## Karriere
Takada erlernte das Fußballspielen in der Schulmannschaft der Hiroshima Kokutaiji High School und der Universitätsmannschaft der Fukuoka-Universität. Seinen ersten Vertrag unterschrieb er 1993 bei Fujita Industries (Bellmare Hiratsuka, Shonan Bellmare). Der Verein spielte in der zweithöchsten Liga des Landes, der Japan Football League. 1993 wurde er mit dem Verein Meister der Japan Football League und stieg in die J1 League auf. 1994 gewann er mit dem Verein den Kaiserpokal. Am Ende der Saison 1999 stieg der Verein in die J2 League ab. Für den Verein absolvierte er 123 Erstligaspiele. Ende 2000 beendete er seine Karriere als Fußballspieler.

## Erfolge
Bellmare Hiratsuka
- Kaiserpokal

Sieger: 1994